# NFL sezona 1965.
NFL sezona 1965. je 46. po redu sezona nacionalne lige američkog nogometa. 
Sezona je počela 19. rujna 1965. Utakmica za naslov prvaka NFL lige odigrana je 2. siječnja 1966. u Green Bayu u Wisconsinu na stadionu Lambeau Field. U njoj su se sastali pobjednici istočne konferencije Cleveland Brownsi i pobjednici zapadne konferencije Green Bay Packersi. Pobijedili su Packersi rezultatom 23:12 i osvojili svoj deveti naslov prvaka NFL-a. U utakmici za treće mjesto (Playoff Bowlu) Baltimore Coltsi su pobijedili Dallas Cowboyse 35:3.

## Poredak po divizijama na kraju regularnog dijela sezone
| Istočna konferencija |     |     |     |      |     |     |
| Momčad               | Pob | Por | Ner | %    | P+  | P-  |
| Cleveland Browns*    | 11  | 3   | 0   | 78,6 | 363 | 325 |
| Dallas Cowboys       | 7   | 7   | 0   | 50,0 | 325 | 280 |
| New York Giants      | 7   | 7   | 0   | 50,0 | 270 | 338 |
| Washington Redskins  | 6   | 8   | 0   | 42,9 | 257 | 301 |
| Philadelphia Eagles  | 5   | 9   | 0   | 35,7 | 363 | 359 |
| St. Louis Cardinals  | 5   | 9   | 0   | 35,7 | 296 | 309 |
| Pittsburgh Steelers  | 2   | 12  | 0   | 14,3 | 202 | 397 |

| Zapadna konferencija |     |     |     |      |     |     |
| Momčad               | Pob | Por | Ner | %    | P+  | P-  |
| Green Bay Packers*   | 10  | 3   | 1   | 76,9 | 316 | 224 |
| Baltimore Colts      | 10  | 3   | 1   | 76,9 | 389 | 284 |
| Chicago Bears        | 9   | 5   | 0   | 64,3 | 409 | 275 |
| San Francisco 49ers  | 7   | 6   | 1   | 53,8 | 421 | 402 |
| Minnesota Vikings    | 7   | 7   | 0   | 50,0 | 383 | 403 |
| Detroit Lions        | 6   | 7   | 1   | 46,2 | 257 | 295 |
| Los Angeles Rams     | 4   | 10  | 0   | 28,6 | 269 | 328 |

Napomena: * - pobjednici konferencije, % - postotak pobjeda, P± - postignuti/primljeni poeni

## Doigravanje

### Doigravanje za pobjednika Zapadne konferencije
- 26. prosinca 1965. Green Bay Packers - Baltimore Colts 13:10

### Prvenstvena utakmica NFL-a
- 2. siječnja 1966. Green Bay Packers - Cleveland Browns 23:12

### Playoff Bowl
- 9. siječnja 1966. Baltimore Colts - Dallas Cowboys 35:3

## Nagrade za sezonu 1965.
- Najkorisniji igrač (MVP) - Jim Brown, running back, Cleveland Browns
- Trener godine - George Halas, Chicago Bears

## Statistika

### Statistika po igračima

#### U napadu
- Najviše jarda dodavanja: John Brodie, San Francisco 49ers - 3112
- Najviše jarda probijanja: Jim Brown, Cleveland Browns - 1544
- Najviše uhvaćenih jarda dodavanja: Dave Parks, San Francisco 49ers - 1344

#### U obrani
- Najviše presječenih lopti: Bobby Boyd, Baltimore Colts - 9

### Statistika po momčadima

#### U napadu
- Najviše postignutih poena: San Francisco 49ers - 421 (30,1 po utakmici)
- Najviše ukupno osvojenih jarda: San Francisco 49ers - 376,4 po utakmici
- Najviše jarda osvojenih dodavanjem: San Francisco 49ers - 249,1 po utakmici
- Najviše jarda osvojenih probijanjem: Cleveland Browns - 166,5 po utakmici

#### U obrani
- Najmanje primljenih poena: Green Bay Packers - 224 (16,0 po utakmici)
- Najmanje ukupno izgubljenih jarda: Detroit Lions - 254,1 po utakmici
- Najmanje jarda izgubljenih dodavanjem: Green Bay Packers - 141,5 po utakmici
- Najmanje jarda izgubljenih probijanjem: Los Angeles Rams - 100,6 po utakmici

## Vanjske poveznice
- Pro-Football-Reference.com, statistika sezone 1965. u NFL-u
- NFL.com, sezona 1965.